# Lloro frontvermell
El lloro frontvermell (Poicephalus gulielmi) és una espècie d'ocell de la família dels psitàcids que habita els boscos de Libèria, Costa d'Ivori, Ghana, Camerun, Guinea Equatorial, el Gabon, República del Congo, República Centreafricana, nord i nord-est de la República Democràtica del Congo, Uganda, Kenya, nord de Tanzània, nord d'Angola i sud de la República Democràtica del Congo.